# Equisetales
Equisetales, red vaskularnih biljaka iz razreda presličovnica (Equisetopsida), čiji su jedini živi predstavnici vrste roda Equisetum (preslica) iz porodice presličevke (Equisetaceae). Ostali predstavnici pripadaju fosilnim porodicama Archaeocalamitaceae, Calamitaceae i Phyllothecaceae.

## Opis
Equisetales (također zvani preslice) je red predstavljen jednim živim rodom (Equisetum). Rasprostranjen je širom svijeta, ali se u većem broju pojavljuje na sjevernoj hemisferi. Poput likofita, ova je skupina bila raznolika i istaknuta skupina vaskularnih biljaka tijekom razdoblja karbona, kada su neki rodovi dosegli veliku veličinu u močvarnim šumama koje stvaraju ugljen. Poznate kao sfenofite, ove se biljke dijele na stabljiku, list (mikrofili) i korijen. Zelene nadzemne stabljike imaju uzdužne grebene i brazde koje se protežu duž internodija, a stabljike su spojene (člankovite). Površinske ćelije su karakteristično ispunjene silikom (Silicijev dioksid). Grane, kada se pojave, rađaju se u  na čvoru, kao i ljuskavi listovi. Sporangiji se nalaze u terminalnim strobilima. Equisetales potječe iz devonskog razdoblja (prije 419,2 milijuna do 358,9 milijuna godina).